# Бребени (Олт)
Бребени (рум. Brebeni) насеље је у Румунији у округу Олт у општини Бребени. Oпштина се налази на надморској висини од 129 m.

## Историја
Због одреднице "Срби" уз име насеља сматра се да су исти ту некад живели. Заиста у месту су у првој половини 19. века поред Румуна живели Срби, али које млађи историчари, попут Елене-Камелије Забаве из Крајове, преводе без доказа у Бугаре.

## Становништво
Према подацима из 2002. године у насељу је живело 2910 становника.

### Попис2002.
| Расподела становништва по националности 2002.‍ | Расподела становништва по националности 2002.‍ | Расподела становништва по националности 2002.‍ | Расподела становништва по националности 2002.‍ | Расподела становништва по националности 2002.‍ |
| --------------------------------------------- | --------------------------------------------- | --------------------------------------------- | --------------------------------------------- | --------------------------------------------- |
|                                               |                                               |                                               |                                               |                                               |
| Румуни                                        | Румуни                                        |                                               | 2.906                                         | 99,9%                                         |
| Роми                                          | Роми                                          |                                               | 3                                             | 0,1%                                          |

### Хронологија
| Година       | 1992 | 1993 | 1994 | 1995 | 1996 | 1997 | 1998 | 1999 | 2000 | 2001 | 2002 | 2003 | 2004 | 2005 | 2006 | 2007 | 2008 | 2009 | 2010 | 2011 | 2012 | 2013 | 2014 | 2015 | 2016 | 2017 |
| ------------ | ---- | ---- | ---- | ---- | ---- | ---- | ---- | ---- | ---- | ---- | ---- | ---- | ---- | ---- | ---- | ---- | ---- | ---- | ---- | ---- | ---- | ---- | ---- | ---- | ---- | ---- |
| Становништво | 2850 | 2801 | 2776 | 2751 | 2732 | 2690 | 2656 | 2627 | 2638 | 2633 | 2634 | 2616 | 2628 | 2631 | 2635 | 2657 | 2708 | 2691 | 2703 | 2711 | 2707 | 2697 | 2687 | 2661 | 2669 | 2657 |